# Майдан-Вербецкий
Майдан-Вербецкий (укр. Майдан-Вербецький) — село в Летичевском районе Хмельницкой области Украины.
Население по переписи 2001 года составляло 301 человек. Почтовый индекс — 31551. Телефонный код — 3857. Занимает площадь 1,633 км². Код КОАТУУ — 6823083701.

## Местный совет
31551, Хмельницкая обл., Летичевский р-н, с. Майдан-Вербецкий, ул. Центральная, 7